# Будріо
Будріо (італ. Budrio) — муніципалітет в Італії, у регіоні Емілія-Романья,  метрополійне місто Болонья.
Будріо розташоване на відстані близько 310 км на північ від Рима, 16 км на схід від Болоньї.
Населення — 18 426 осіб (2014).
Щорічний фестиваль відбувається 10 серпня. Покровитель — святий мученик Лаврентій.

## Демографія
Населення за роками:

Станом на 1 січня 2023 року в муніципалітеті офіційно проживав 1691 іноземець з 76 країн, серед них 565 громадян країн Євросоюзу та 92 громадяни України.

## Уродженці
- Альдо Донаті (*1910 — ?) — відомий у минулому італійський футболіст, півзахисник.

## Сусідні муніципалітети
- Баричелла
- Кастеназо
- Гранароло-делл'Емілія
- Медічина
- Мінербіо
- Молінелла
- Оццано-делл'Емілія